# تتیانا کولسنیکووا
تتیانا کولسنیکووا (اوکراینی: Тетяна Миколаївна Колеснікова؛ زادهٔ ۹ اوت ۱۹۷۷) قایقران روئینگ اهل اوکراین است. وی همچنین از قایقرانان روئینگ بازی‌های المپیک تابستانی ۲۰۰۴ و ۲۰۰۸ بوده‌است.